# Kalojan Krastev
Kalojan Ivajlov Krastev (Bulgaars: Калоян Ивайлов Кръстев) (Sofia, 24 januari 1999) is een Bulgaars voetballer die doorgaans speelt als spits. In juli 2025 verruilde hij CSKA 1948 Sofia voor Tsjernomorets Boergas.

## Clubcarrière
Krastev speelde in de jeugd van Slavia Sofia en maakte ook zijn professionele debuut bij die club. Op 7 december 2015 werd met 3–0 gewonnen van Lokomotiv Plovdiv door twee doelpunten van Daudet N'Dongala en een benutte strafschop van Mathieu Manset. Krastev begon aan het duel als wisselspeler en zeven minuten voor het einde van de wedstrijd kwam hij als invaller voor N'Dongala het veld op. De aanvaller tekende in april 2017 een professioneel contract bij Slavia tot medio 2020.
In januari 2018 maakte de Bulgaar de overstap naar Bologna, waar hij zijn handtekening zette onder een verbintenis voor de duur van drieënhalf jaar. Na anderhalf jaar had Krastev nog geen optreden voor Bologna gehad en hierop keerde hij medio 2019 op huurbasis terug naar Slavia. In september 2020 nam Slavia hem definitief over. Een jaar later verkaste hij naar CSKA Sofia, wat hem in september 2022 verhuurde aan Beroe Stara Zagora. Medio 2023 nam Lokomotiv Sofia hem transfervrij over. Krastev ging medio 2024 voor Hebar Pazardzjik spelen. Een half jaar later werd CSKA 1948 Sofia zijn nieuwe club. Tsjernomorets Boergas nam hem in juli 2025 over.

## Clubstatistieken
| Seizoen | Club                  | Competitie | Competitie | Competitie | Beker | Beker | Internationaal | Internationaal | Totaal | Totaal |
| Seizoen | Club                  | Competitie | Wed.       | Dlp.       | Wed.  | Dlp.  | Wed.           | Dlp.           | Wed.   | Dlp.   |
| ------- | --------------------- | ---------- | ---------- | ---------- | ----- | ----- | -------------- | -------------- | ------ | ------ |
| 2015/16 | Slavia Sofia          | Parva Liga | 10         | 0          | 0     | 0     | —              | —              | 10     | 0      |
| 2016/17 | Slavia Sofia          | Parva Liga | 23         | 1          | 4     | 0     | 2              | 0              | 29     | 1      |
| 2017/18 | Slavia Sofia          | Parva Liga | 20         | 2          | 3     | 1     | —              | —              | 23     | 3      |
| 2017/18 | Bologna               | Serie A    | 0          | 0          | 0     | 0     | —              | —              | 0      | 0      |
| 2018/19 | Bologna               | Serie A    | 0          | 0          | 0     | 0     | —              | —              | 0      | 0      |
| 2019/20 | → Slavia Sofia        | Parva Liga | 21         | 2          | 2     | 2     | —              | —              | 23     | 4      |
| 2020/21 | Slavia Sofia          | Parva Liga | 30         | 3          | 5     | 3     | 1              | 1              | 36     | 7      |
| 2021/22 | Slavia Sofia          | Parva Liga | 6          | 2          | 0     | 0     | —              | —              | 6      | 2      |
| 2021/22 | CSKA Sofia            | Parva Liga | 18         | 0          | 2     | 0     | 5              | 0              | 25     | 0      |
| 2022/23 | CSKA Sofia            | Parva Liga | 4          | 0          | 0     | 0     | 2              | 0              | 6      | 0      |
| 2022/23 | → Beroe Stara Zagora  | Parva Liga | 17         | 1          | 3     | 1     | —              | —              | 20     | 2      |
| 2023/24 | Lokomotiv Sofia       | Parva Liga | 29         | 1          | 1     | 0     | —              | —              | 30     | 1      |
| 2024/25 | Hebar Pazardzjik      | Parva Liga | 15         | 1          | 1     | 0     | —              | —              | 16     | 1      |
| 2024/25 | CSKA 1948 Sofia II    | Vtora Liga | 11         | 2          | —     | —     | —              | —              | 11     | 2      |
| 2025/26 | Tsjernomorets Boergas | Vtora Liga | 0          | 0          | 0     | 0     | —              | —              | 11     | 2      |
| Totaal  | Totaal                | Totaal     | 204        | 15         | 21    | 7     | 10             | 1              | 235    | 23     |

Bijgewerkt op 3 juli 2025.